# Gustavo Salgueiro de Almeida Correia
Gustavo Salgueiro de Almeida Correia (sinh ngày 7 tháng 7 năm 1985) là một cầu thủ bóng đá người Brasil.

## Sự nghiệp câu lạc bộ
Gustavo Salgueiro de Almeida Correia đã từng chơi cho Montedio Yamagata.

## Thống kê câu lạc bộ

### J.League
| Đội               | Năm       | J.League | J.League | J.League Cup | J.League Cup | Tổng cộng | Tổng cộng |
| Đội               | Năm       | Trận     | Bàn      | Trận         | Bàn          | Trận      | Bàn       |
| ----------------- | --------- | -------- | -------- | ------------ | ------------ | --------- | --------- |
| Montedio Yamagata | 2007      | 2        | 0        | -            | -            | 2         | 0         |
| Tổng cộng         | Tổng cộng | 2        | 0        | 0            | 0            | 2         | 0         |